# 向陽 (鹿児島市)
向陽（こうよう）は、鹿児島県鹿児島市の町丁。郵便番号は890-0038。人口は1,786人、世帯数は721世帯（2020年4月1日現在）。向陽一丁目及び向陽二丁目があり、向陽一丁目及び向陽二丁目の全域で住居表示を実施している。

## 地理
鹿児島市の南部、脇田川の中流域の丘陵上に位置している。町域の北方から東方にかけては田上町、南方には宇宿町、西方には桜ケ丘が接している。
古くは脇田川流域の丘陵には田畑が広がっていたが、広木にある森山団地などと共に向陽台団地及び八洲団地が開発され、脇田川流域の丘陵地帯には新興住宅地が建設された。また、2011年の住居表示実施以前は田上町及び宇宿町の各一部となっており、向陽一丁目にある向陽小学校は田上町に位置していた。

## 歴史
2011年（平成23年）2月14日に宇宿中間・広木地区で住居表示が実施されるのに伴い町域の再編が実施され、田上町の一部より「向陽一丁目」、宇宿町の一部より「向陽二丁目」がそれぞれ設置された。

### 町域の変遷
| 変更後             | 変更年             | 変更前         |
| ------------------ | ------------------ | -------------- |
| 向陽一丁目（新設） | 2011年（平成23年） | 田上町（一部） |
| 向陽二丁目（新設） | 2011年（平成23年） | 宇宿町（一部） |

## 人口
以下の表は国勢調査による小地域集計が開始された1995年以降の人口の推移である。
| 年                 | 人口  |
| ------------------ | ----- |
| 2015年（平成27年） | 1,787 |

## 施設

### 教育
- 鹿児島市立向陽小学校[14]

## 小・中学校の学区
市立小・中学校に通う場合、学区（校区）は以下の通りとなる。
| 町丁       | 番・番地                    | 小学校               | 中学校                 |
| ---------- | --------------------------- | -------------------- | ---------------------- |
| 向陽一丁目 | 1-4、10-12の全域 5、8の一部 | 鹿児島市立向陽小学校 | 鹿児島市立西紫原中学校 |
| 向陽一丁目 | 上記以外の全域              | 鹿児島市立向陽小学校 | 鹿児島市立紫原中学校   |
| 向陽二丁目 | 全域                        | 鹿児島市立向陽小学校 | 鹿児島市立西紫原中学校 |

## 交通

### 道路
市道
- 宇宿広木線

### バス
鹿児島市交通局
- 向陽小学校前 - 向陽台公園前 - 向陽台団地 - 向陽台西